# Vou para Casa
Vou para Casa é um filme português realizado em 2001 por Manoel de Oliveira.

## Elenco
- Michel Piccoli - Gilbert Valence
- Catherine Deneuve - Marguerite
- John Malkovich - John Crawford, realizador de cinema
- Antoine Chappey - George
- Leonor Baldaque - Sylvia
- Leonor Silveira - Marie
- Ricardo Trêpa - Guarda
- Jean-Michel Arnold - Médico
- Adrien de Van - Ferdinand
- Sylvie Testud - Ariel
- Isabel Ruth - Leiteira
- Andrew Wale - Stephen
- Robert Dauney - Haines
- Jean Koeltgen - Serge
- Mauricette Gourdon - Guilhermine, a empregada

## Prémios e nomeações
Festival de Cannes
| Ano  | Categoria     | Resultado |
| ---- | ------------- | --------- |
| 2001 | Palma de Ouro | Nomeado   |

European Film Awards
| Ano  | Prémio              | Categoria   | Resultado |
| ---- | ------------------- | ----------- | --------- |
| 2001 | European Film Award | Melhor Ator | Vencedor  |

Globos de Ouro
| Ano  | Prémio        | Categoria    | Resultado |
| ---- | ------------- | ------------ | --------- |
| 2002 | Globo de Ouro | Melhor Filme | Vencedor  |

Haifa International Film Festival
| Ano  | Prémio              | Resultado |
| ---- | ------------------- | --------- |
| 2002 | Golden Anchor Award | Vencedor  |

Mostra Internacional de Cinema de São Paulo
| Ano  | Prémio        | Categoria    | Resultado |
| ---- | ------------- | ------------ | --------- |
| 2001 | Critics Award | Melhor Filme | Vencedor  |